# Guy V. Howard
Guy V. Howard (Minneapolis, 1879. november 28. – Minneapolis, 1954. augusztus 20.) az Amerikai Egyesült Államok szenátora (Minnesota, 1936–1937).